# Prolepsis
Prolepsis (gr. πρόληψις prólēpsis, łac. anteoccupatio, pol. uprzedzenie) – figura retoryczna, w starożytnej retoryce, próba uniknięcia potencjalnych sprzeciwów poprzez odpowiadanie na pytania, które mogliby zadać słuchacze.
Mówiąc inaczej, przy stosowaniu prolepsis nadawca stawia się po stronie słuchacza i próbuje się domyślić jakie wątpliwości mogą powstać.